# 静養
| ウィキペディアには「静養」という見出しの百科事典記事はありません（タイトルに「静養」を含むページの一覧/「静養」で始まるページの一覧）。 代わりにウィクショナリーのページ「静養」が役に立つかもしれません。 |